# Wikariat Telese
Wikariat Telese – jeden z 4 wikariatów rzymskokatolickiej diecezji Cerreto Sannita-Telese-Sant’Agata de’ Goti we Włoszech. 
Według stanu na wrzesień 2017 w skład wikariatu Telese wchodziło 13 parafii rzymskokatolickich. 

## Lista parafii
Źródło:
| Lp. | Miejscowość            | Parafia                                        | Grafika | Kościół                                                                 | Adres                                            | Proboszcz                    |
| --- | ---------------------- | ---------------------------------------------- | ------- | ----------------------------------------------------------------------- | ------------------------------------------------ | ---------------------------- |
| 1   | Amorosi                | Parafia św. Michała Archanioła                 |         | Kościół św. Michała Archanioła w Amorosi                                | Piazza Umberto I, 31 - 82031 Amorosi (BN)        | don Labagnara Marino Lazzaro |
| 2   | Casalduni              | Parafia Najświętszej Maryi Panny Wniebowziętej |         | Kościół Najświętszej Maryi Panny Wniebowziętej w Casalduni              | Via Roma - 82027 Casalduni (BN)                  | don Foschini Flaviano        |
| 3   | Castelvenere           | Parafia św. Mikołaja z Bari                    |         | Kościół św. Mikołaja z Bari w Castelvenere                              | Piazza San Barbato, 18 - 82037 Castelvenere (BN) | don Domenico De Santis       |
| 4   | Melizzano              | Parafia Świętych Apostołów Piotra i Pawła      |         | Kościół Świętych Apostołów Piotra i Pawła w Melizzano                   | Piazza Roma - 82030 Melizzano (BN)               | don Palladino Raffaele       |
| 5   | Melizzano              | Parafia św. Alfonsa Marii Liguori              |         | Kościół św. Alfonsa Marii Liguori w Melizzano                           | Contrada Torello - 82030 Melizzano (BN)          | don Palladino Raffaele       |
| 6   | Ponte                  | Parafia Generoso                               |         | Kościół św. Generoso w Ponte                                            | Via Vitulanese, Ponte, BN 82030                  | don Alfonso Calvano          |
| 7   | Ponte                  | Parafia św. Anastazji                          |         | Kościół św. Anastazji w Ponte                                           | Piazza XXII Giugno - 82030 Ponte (BN)            | don Alfonso Calvano          |
| 8   | Puglianello            | Parafia św. Jakuba Apostoła                    |         | Kościół św. Jakuba Apostoła w Puglianello                               | P.zza Chiesa - Puglianello (BN)                  | don Riccardo Pulcrino        |
| 9   | San Lorenzo Maggiore   | Parafia św. Wawrzyńca, męczennika              |         | Kościół św. Wawrzyńca w San Lorenzo Maggiore                            |                                                  | don Pirtac ionut             |
| 10  | San Salvatore Telesino | Parafia Najświętszej Maryi Panny Wniebowziętej |         | Kościół Najświętszej Maryi Panny Wniebowziętej w San Salvatore Telesino |                                                  | don Franco Pezone            |
| 11  | Solopaca               | Parafia św. Marcina                            |         | Kościół św. Marcina w Solopaca                                          | Via Procusi - 82036 Solopaca (BN)                | don Leucio Cutillo           |
| 12  | Solopaca               | Parafia św. Maura                              |         | Kościół św. Maura w Solopaca                                            | Largo San Mauro - 82036 - Solopaca (BN)          | don Leucio Cutillo           |
| 13  | Telese Terme           | Parafia św. Szczepana                          |         | Kościół św. Szczepana w Telese Terme                                    | Piazza Iannacchino 1 - 82037 Telese Terme (BN)   | don Gerardo Piscitelli       |